# Klassieren (Verfahrenstechnik)
Klassieren ist in der Verfahrenstechnik ein Trennverfahren. Die getrennten Komponenten heißen Fraktion.
In der mechanischen Verfahrenstechnik bezeichnet Klassieren das Trennen eines dispersen Feststoffgemisches in Fraktionen, vorzugsweise nach den Kriterien Partikelgröße oder Partikeldichte. Falls die geometrische Partikelgröße das Trennkriterium ist, erfolgt das Klassieren mittels Sieben; falls Dichte bzw. andere Äquivalentdurchmesser maßgeblich sind, wendet man Sichten als Klassierverfahren an. Das Ergebnis sind mindestens zwei Fraktionen, die sich dadurch unterscheiden, dass die Mindestgrenze der einen Fraktion zugleich die Höchstgrenze der anderen Fraktion ist. Feststoffpartikel, die genau dazwischen liegen, nennt man Grenzkorn. Dies ist allerdings eine idealisierte Betrachtung des Trennvorgangs, in der Praxis existieren mehr oder weniger große Übergangsbereiche zwischen den Klassen.
Ziel des Klassierens ist:
- die Herstellung von mindestens zwei Teilmengen des ursprünglichen Feststoffgemischs, wobei jede Teilmenge möglichst vollständig den vorgegebenen Größenkriterien entspricht. In der industriellen Praxis ist eine solche ideale Trennschärfe allerdings nicht erreichbar. Abweichende Partikel werden Fehlkorn genannt.
- die Abtrennung von Ober- bzw. Unterkorn, um Störungen oder Überlastungen bei nachfolgenden Prozessen zu vermeiden.

Man unterscheidet folgende Klassierverfahren:
- Siebklassieren mittels Sieben
- Stromklassieren mit dem Trennmedium Luft oder andere Gase, z. B. mittels Windsichten
- Stromklassieren mit dem Trennmedium Wasser oder andere Flüssigkeiten, z. B. mittels Schwimm-/Sink-Verfahren.

Zerkleinerungs-, Klassier- und Sortiertechnik werden im Bergbau, im Steinbruch, im Kieswerk und in der Recyclingindustrie zusammen als Aufbereitungstechnik bezeichnet.